# 中心对称图形
在数学中，中心对称是几何图形的一种性质。

## 中心对称
把一个图形绕某一个点旋转180°，如果旋转后的图形与另一个图形重合，那么这两个图形成中心对称。这个点称为对称中心。
若{\displaystyle y=f(x)}有对称中心，待定{\displaystyle a,b}使{\displaystyle 2b-y=f(2a-x)}成立，则{\displaystyle (x,y)=(a,b)}为其对称中心。
例如{\displaystyle y=x^{3}-3x^{2}+6x-7}
{\displaystyle 2b-y=(2a-x)^{3}-3(2a-x)^{2}+6(2a-x)-7}
{\displaystyle y=x^{3}+(3-6a)x^{2}+(12a^{2}-12a+6)x+(2b+7-8a^{3}+12a^{2}-12a)}
{\displaystyle a=1,b=-3}，对称中心为{\displaystyle (1,-3)}

## 中心对称图形
把一个图形绕某一个点旋转180°，如果旋转后的图形能与原来的图形重合，那么这个图形称为中心对称图形。这个点就是对称中心。

## 中心对称图形的性质
关于中心对称的两个图形是全等图形
关于中心对称的两个图形,对称点的连线都经过对称中心,并且被对称中心平分.